# BBCコンサート・オーケストラ
BBCコンサート・オーケストラ（BBC Concert Orchestra）は、英国放送協会（BBC）専属のオーケストラのひとつで、その中で唯一のポップス・オーケストラである。

## 概要
1931年にBBCシアター・オーケストラ（BBC Theatre Orchestra）として設立され、1949年からBBCオペラ・オーケストラ（BBC Opera Orchestra）と名乗っていたが、1952年に改組された。クラシック音楽に限らず、ポップス、アンサンブルも得意としている。楽団員は50名。
定期公演はロンドンのロイヤル・フェスティバル・ホールでの公開番組『フライデー・ナイト・イズ・ミュージック・ナイト』で収録され、BBCラジオ2で放送される。『BBCワールドニュース』で毎時放送されるカウントダウン・ミュージック（デイヴィッド・ロー作曲）の2013年1月14日のBroadcasting Houseからの放送が開始されたあとのフルオーケストラ・バージョンで演奏を担当している。